# Demon cyrku
Demon cyrku (ang. The Unknown) – amerykański niemy film grozy z 1927 roku w reżyserii Toda Browninga.
Film przez lata uznawano za zaginiony, czego powodem był jego oryginalny tytuł (The Unknown). Oznaczone jako "nieznane" taśmy przeleżały we francuskich archiwach do 1968 roku.

## Treść
Ukrywający się przed policją Alonzo, który u jednej dłoni ma dwa kciuki, aby uniknąć łatwej identyfikacji udaje bezrękiego kalekę i zatrudnia się w cyrku

## Obsada
- Lon Chaney – Alonzo "Bezręki"
- Norman Kerry – Malabar
- Joan Crawford – Nanon Zanzi
- Nick De Ruiz – Antonio Zanzi
- John George – Cojo
- Frank Lanning – Costra